# Эскадренные миноносцы типа «Ла-Плата»
Эскадренные миноносцы типа «Ла-Пла́та» (исп. Destructores clase Catamarca) — тип эскадренных миноносцев, состоявший на вооружении Аргентинского военно-морского флота в период Первой мировой войны. Строились по заказу Аргентины в Германии. Так как Аргентина во время Первой мировой войны оставалась нейтральной, а во время Второй мировой войны приняла участие лишь в самом конце на стороне союзников и не было больших конфликтов с соседями, они никогда не применялись в военных действиях и исключены январе 1956 года из состава флота.

## История
В 1910—1912 годах аргентинское правительство решило построить турбинные эсминцы. Яйца решили не складывать в одну корзину, поэтому по четыре заказа были выданы в Великобританию, Францию и Германию. Все миноносцы были длиной примерно 90 м и должны были иметь ход около 32 узлов. Вооружение было единообразно четыре 102 мм скорострельных орудия американского производства и четыре 533-мм торпедных аппарата. Из-за последовавших затем событий только миноносцы первого германского заказа подняли аргентинский флаг.

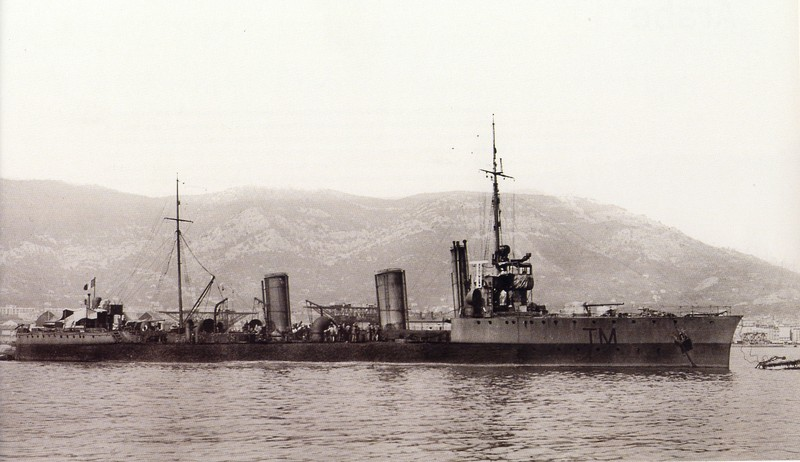
le Témeraire

Заказанные во Франции в 1910 году Аргентиной эсминцы 9 августа 1914 года были реквизированы Францией и включены в состав её флота как тип «Авантюрье».
Заказанные в Великобритании миноносцы строились Cammell Laird в Беркенхеде и были спущены на воду между февралем и июлем 1911 года. На испытаниях не удалось развить нужной скорости и аргентинское правительство отказывалось платить полную цену и отказалось, наконец, от них. Верфи удавалось, при посредничестве британского правительства, 12 сентября 1912 года продать их по £ 148 000 в Грецию (тип «Аэтос»).
После этой продажи Аргентина заказала ещё 4 новых миноносца в Германии, которые должны были строиться на верфи Germania которая уже принимала участие в выполнении первого заказа для Аргентины.

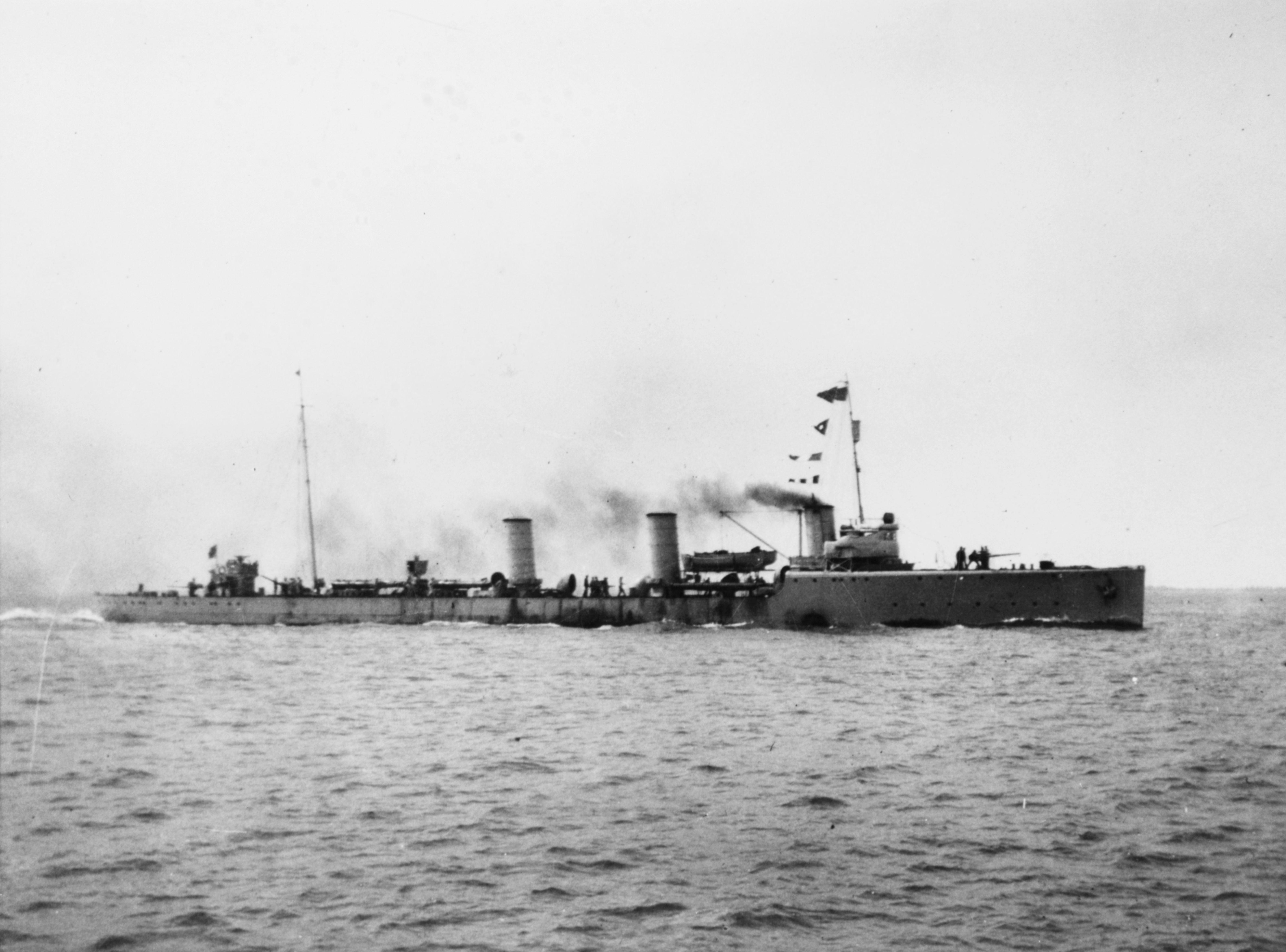
Эскадренный миноносец типа G 101

Размеры по сравнению с первым заказом были несколько увеличены. Новые миноносцы имели длину 95,3 м, ширину 9,5 м и осадку 3,8 м при водоизмещении 1116 т (полное 1734 т). Силовая установка, состоящая из 2 турбин и 3 военно-морских нефтяных двухсторонних котлов, должна развить до 28 000 л. с. и достигнуть максимальной скорости 33,5 узла. На вооружении оставили четыре 102 мм американских пушки. Торпедное вооружение должно было усилиться и вместе с двумя двухтрубными ТА на корме корабля, 2 одиночных аппарата должны были устанавливаться за полубаком. Когда Первая мировая война началась, миноносцам было ещё далеко до спуска на воду. Они были конфискованы Германской империей 6 августа 1914 года и первоначально значились как большие миноносцы с номерами G 101-G 104.
Размещённые в Германии заказы ушли в Germaniawerft в Киле и Schichauwerft в Эльбинге. Заказанные миноносцы были больше чем строившиеся до сих пор верфями турбинные миноносцы Кайзерлихмарине (тип G-174 и тип S-176). Корабли с индексами G (Germania) и S (Schichau) по названиям заводов-строителей, составляли основу минных сил Императорского морского флота. У обеих фирм был уже опыт экспортных поставок: (тип «Всадник» Germania и тип «Финн» Schichau) и участие в конкурсе по проектированию большого турбинного эсминца для России («Новик»). Миноносцы обеих верфей отличались фирменной архитектурой и размерениями корпуса.

## Конструкция
Поставленные Schichau La Plata и Córdoba имели нормальное водоизмещение 1000 т. и полное — 1368 т. Они имели наибольшую длину 90 м, были шириной 9 м и имели осадку 2,4 м.

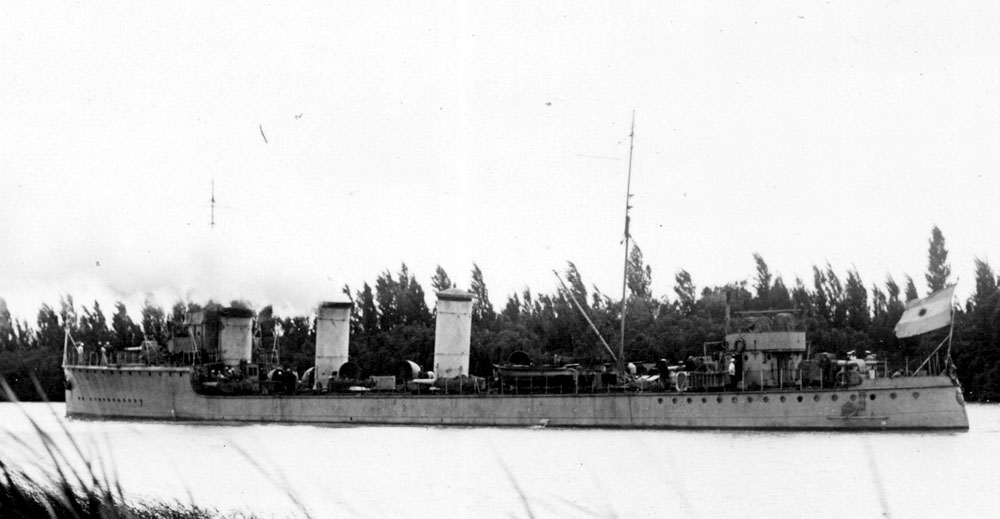
Jujuy

Построенные Крупповской верфью «Germania» Catamarca и Jujuy имели нормальное водоизмещение 995 и полное — 1357 т. Корпуса у них были несколько короче 88,1 м, уже 8,2 м и более глубоко сидящими — 2,6 м.

### Энергетическая установка
На кораблях типа в качестве ГЭУ были установлены 2 паровые турбины АЭГ Curtis максимальной мощностью 28 000 л. с., четыре водотрубных котла смешанного отопления Шульца-Торникрофта и один нефтяной. Движители: 2 гребных винта. Проектная максимальную скорость 32 узла. На шестичасовых испытаниях 18 октября 1911 года «Cordova» показала 34,7 уз. при 25 000 л. с., a «La Plata» развила 36,8 узла при 28 000 л. с. Имея одинаковое вооружение и оборудование, крупповские «Катамарка» и «Жужуй» уступали по скорости «Кордове» и «Ла-Плате», построенным фирмой «Шихау», но оба миноносца постройки «Germaniawerft» также превысили контрактную скорость. Максимальные запасы топлива на миноносцах типа составляли 290 тонн угля и 50 тонн нефти.

### Средства связи
Все были снабжены радиопередатчиками. Вместо гарантированных 200 км дальности действия днём и 400 км ночью, La Plata получила устойчивую связь на 1175 км, миноносцы могли регулярно общаться по радио на расстоянии до 700 км.

### Вооружение
Миноносцы вооружались 4×1 102-мм /50 орудиями Мк-8 — 9, орудия закуплены у американской компании «Бетлехем Стил Ко» (вес орудия 2,6 — 2,9 тонн, вес снаряда 15 кг, начальная скорость 854 м/с, скорострельность: 6 — 8). Торпедное вооружение эсминцев состояло из 4×533-мм торпедных аппаратов. Торпеды Марк 3 (Блисс-Ливитт)(англ. Bliss-Leavitt Mark 3 torpedo) диаметром 21 дюйм (53 см), длиной 16,4 фута (5,0 м), массой 1500 фунтов (680 кг) в качестве боевой части несли 200 фунтов (91 кг) пироксилина и могли пройти 4000 ярдов (3,7 км) на 26 узлах.

## Список эсминцев типа

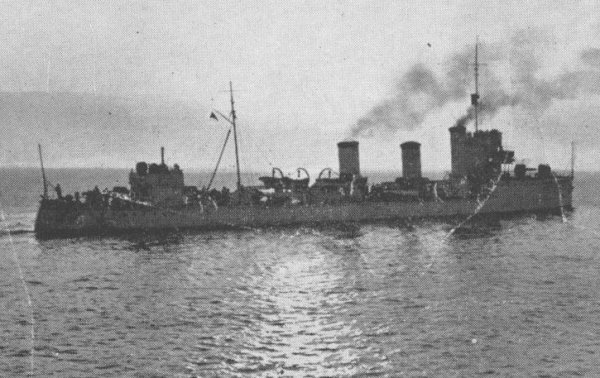
ARA Jujuy

«Ла-Пла́та» заложен в 1910 году на верфи Шихау. Спущен на воду, введён в строй 30 марта 1912 года. Выведен из состава флота 10 января 1957 года.
«Ко́рдова» заложен в 1910 году. Спущен на воду 3 марта 1912 года, введён в строй в июле 1912 года. Выведен из состава флота 10 января 1956 года.
«Катама́рка» заложен в 1910 году на верфи Германия. Спущен на воду в январе 1911 года, введён в строй в апреле 1912 года. Выведен из состава флота 10 января 1956 года. Продан на металл в 1957 году.
«Жужу́й» заложен в 1910 году. Спущен на воду 28 ноября 1911 года, введён в строй в апреле 1912 года. Выведен из состава флота 10 января 1956 года. Продан на металл в 1959 году.

## Служба
Законченные в 1912 корабли вместе отправились в Аргентину и прибывали 5 июля 1912 в Буэнос-Айрес. «Диструкторы» вошли 8 июля в общую эскадру в аргентинской морской базе Пуэрто-Бельграно и принимали участие в учениях аргентинского флота в Южной Атлантике. Однако, они оставались единственными разрушителями аргентинского флота по её предвоенным заказам. Отказ от построенных в Великобритании эсминцев, построенные во Франции миноносцы были конфискованы Французским правительством, также как предоставленный в Германию заказ для замены британских миноносцев не был готов к началу войны и достраивался уже в интересах немецкого флота.

## Модернизации
В 1924—1925 годах аргентинские миноносцы были модернизированы: котлы переведены на нефтяное отопление;
четыре одиночных бортовых ТА заменены на два двухтрубных, размещённых в диаметральной плоскости;
демонтировано 102-мм орудие № 2, располагавшееся между второй и третьей дымовыми трубами;
два кормовых орудия подняты на банкеты, что позволило вести огонь в свежую погоду;
дополнительно установлены два 37-мм зенитных автомата.
К началу Второй мировой войны все эсминцы этого типа развивали не более 27 узлов.